# Targa Florio 1921

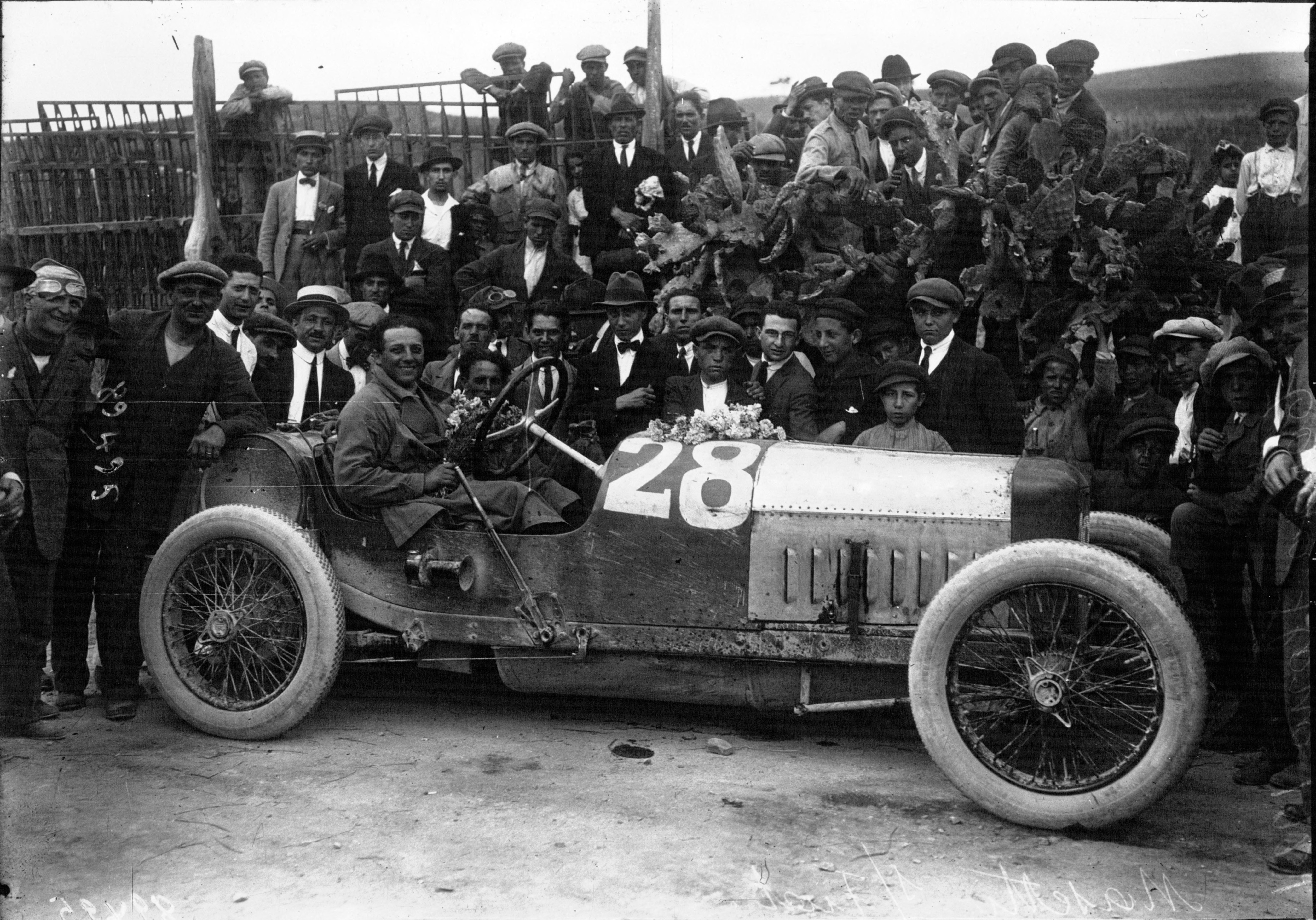
Rennsieger Giulio Masetti nach der Siegerehrung

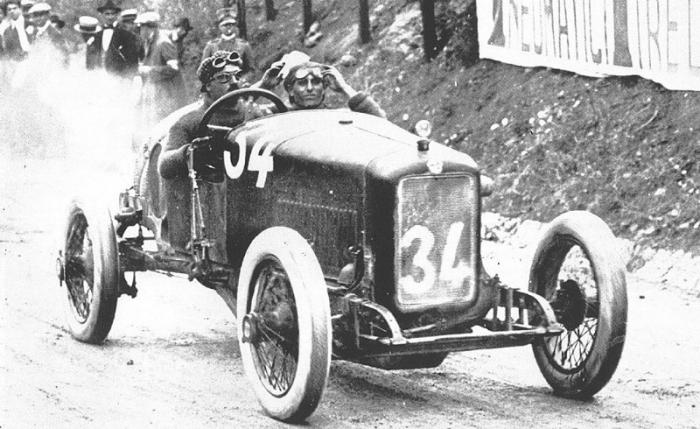
Der drittplatzierte Giuseppe Campari mit Beifahrer Giulio Ramponi im Alfa Romeo 40/60 HP/6.1

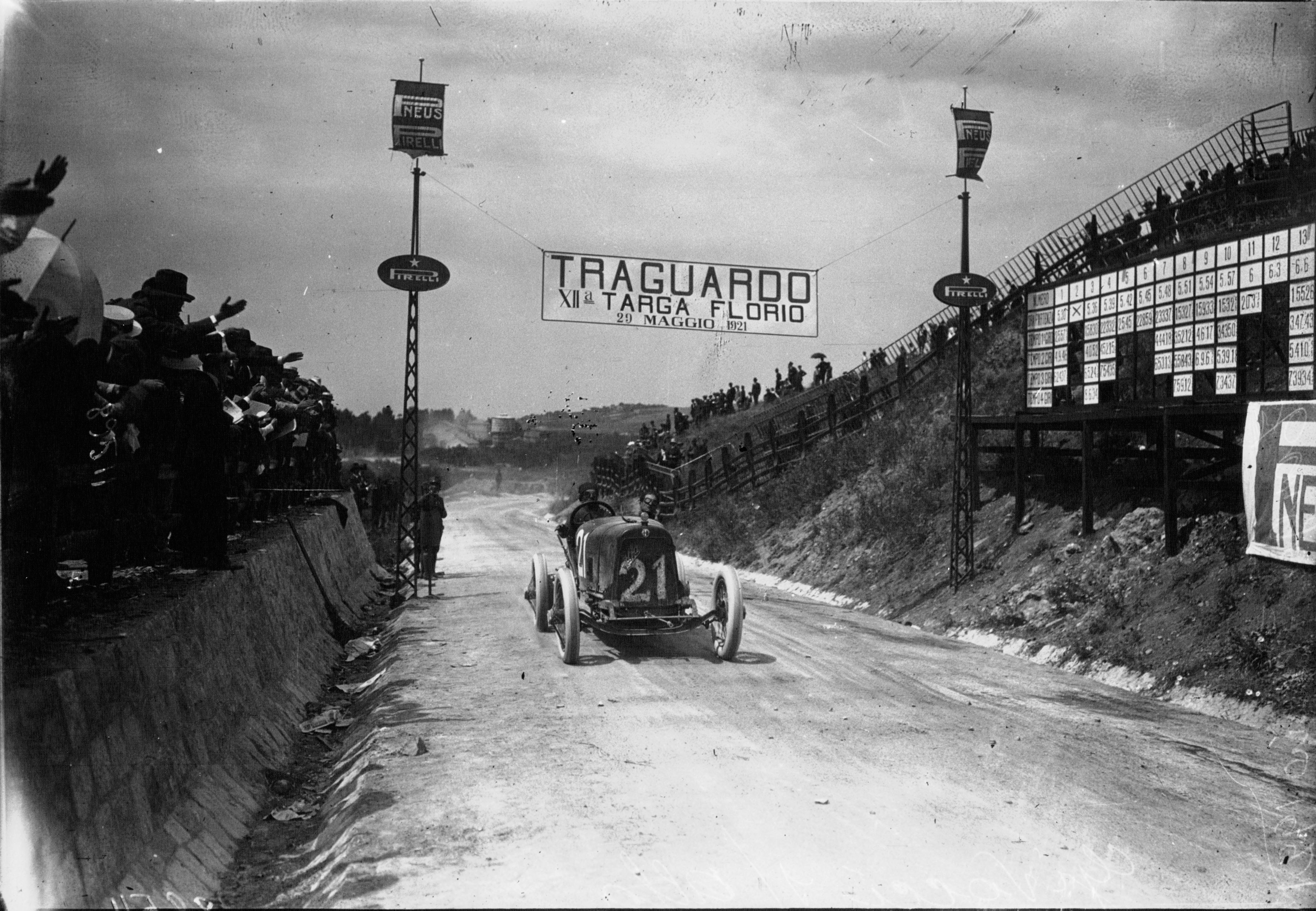
Der viertplatzierte Ugo Sivocci bei der Zielankunft

Die zwölfte Targa Florio, auch XII Targa Florio, war ein Straßenrennen auf Sizilien und fand am 29. Mai 1921 statt. 

## Das Rennen

### Teams, Hersteller und Fahrer
1921 kam zum ersten Mal ein deutscher Kraftfahrzeughersteller mit einem Rennteam nach Sizilien, um an der Targa Florio teilzunehmen. In einer Werkshalle der Daimler-Motoren-Gesellschaft in Untertürkheim bereiteten Ingenieure und Mechaniker zwei Mercedes 28/95 für das Rennen vor. Die Baureihe 28/95 existierte seit 1914 und prägte mit dem spitzen Kühler und den außenliegenden Auspuffrohren für Jahrzehnte die Karosserien der Mercedes-Modelle. Der 7,1-Liter-Reihen-Sechszylindermotor war das erste Daimler-Aggregat mit obenliegender Nockenwelle und V-Ventilen. Für den Einsatz bei der Targa Florio erhielten die Zweisitzer einen verkürzten Radstand. Zweiter Fahrer neben Daimler-Werksfahrer Max Sailer war der Italiener Carlo Ferrario.
Im Herbst 1920 begann bei Alfa Romeo der Aufbau einer vom Produktionsgeschehen unabhängigen Rennabteilung. Giuseppe Merosi hatte die Rennwagen bislang inmitten der Serienproduktion von seinen Technikern rennfertig machen lassen. Der neue Alfa-Romeo-Eigentümer Nicola Romeo verschaffte der Abteilung eine eigene Betriebsstätte, geschultes Personal und ein großzügiges Budget. Da die Targa Florio 1921 schon im Mai stattfand, blieb Merosi keine Zeit, um neue Rennwagen zu entwickeln. Für die beiden Modelle 40/60 HP/6.1 und 20/30 ES/4.2 gingen mit Enzo Ferrari, Ugo Sivocci, Giuseppe Baldoni, Giuseppe Campari und Antonio Ascari fünf der bekanntesten italienischen Rennfahrer für Alfa Romeo an den Start. 
Für Alfa Romeos großen Konkurrenten Fiat fuhren Pietro Bordino und Ferdinando Minoia die neuen Fiat 801. Bordinos Karriere hatte der Erste Weltkrieg unterbrochen. Nach dem Kriegsende bestritt er zuerst Motorradrennen und kehrte zu Beginn des Jahres 1921 als Werksfahrer zu Fiat zurück. Minoia debütierte bereits 1907 bei der Targa und steuerte nach Jahren der Stagnation endlich wieder einen Werkswagen. Vier weitere Werkswagen waren in der Sportklasse am Start. Einen Fiat S57/14 B/4.5 meldete der vermögende toskanische Adelige Giulio Masetti. Den Vorkriegs-Werkswagen hatte er von Antonio Ascari erworben. 
Ernesto Ceirano, der die Targa 1911 und 1914 gewonnen hatte, gab ein Comeback, während Giulio Foresti zum ersten Mal bei dieser Veranstaltung am Start war.

### Der Rennverlauf
1921 fand das Rennen wieder am angestammten Termin im Mai statt. Nachdem die Rennen 1919 und 1920, die im Herbst gefahren wurden, unter sehr schlechten Wetterbedingungen gelitten hatten, gab es 1921 am Renntag strahlenden Sonnenschein und trockene Straßen. Für Antonio Ascari war das Rennen schon vor dem Start zu Ende, da sich der Motor seines Alfa Romeo nicht starten ließ. Die perfekten äußeren Bedingungen ermöglichten einen spannenden Rennverlauf. Nach 7 ½ Stunden Fahrzeit lagen zwischen den ersten sechs klassierten Wagen nur elf Minuten. Giulio Masetti entschied das rennenlange Duell mit dem Vorsprung von zwei Minuten auf den Mercedes-Piloten Max Sailer für sich. Bester Alfa-Romeo-Pilot war Giuseppe Campari, der als Gesamtdritter fünf Minuten hinter Masetti über die Ziellinie fuhr.

## Ergebnisse

### Schlussklassement
| 1               | Kategorie Corsa             | 28 | Giulio Masetti                       | Giulio Masetti       | Fiat S57/14 B/4.5       | 7:25:05,400  |
| 2               | Kategorie Turismo/Sport 5.0 | 25 | Daimler-Motoren-Gesellschaft         | Max Sailer           | Mercedes 28-95/7.3      | 7:27:16,200  |
| 3               | Kategorie Corsa             | 34 | Accomandita Ing. Nicola Romeo & Co   | Giuseppe Campari     | Alfa Romeo 40/60 HP/6.1 | 7:30:04,600  |
| 4               | Kategorie Turismo/Sport 4.5 | 21 | Accomandita Ing. Nicola Romeo & Co   | Ugo Sivocci          | Alfa Romeo 20/30 ES/4.2 | 7:31:43,000  |
| 5               | Kategorie Turismo/Sport 4.5 | 20 | Accomandita Ing. Nicola Romeo & Co   | Enzo Ferrari         | Alfa Romeo 20/30 ES/4.2 | 7:33:43,200  |
| 6               | Kategorie Turismo/Sport 3.0 | 10 | Giulio Foresti                       | Giulio Foresti       | Itala 51 Sport/2.8      | 7:34:37,600  |
| 7               | Kategorie Turismo/Sport 3.0 | 13 | Antonio Moriondo                     | Antonio Moriondo     | Itala 51 Sport/2.8      | 7:39:34,400  |
| 8               | Kategorie Corsa             | 38 | Fabbrica Italiana Automobili Torino  | Ferdinando Minoia    | Fiat 801-401/3.0        | 7:47:46,000  |
| 9               | Kategorie Turismo/Sport 3.0 | 16 | Guido Landi                          | Guido Landi          | Itala 51 Sport/2.8      | 7:55:43,600  |
| 10              | Kategorie Turismo/Sport 3.0 | 8  | Ceirano Giovanni Fabbrica Automobili | Ernesto Ceirano      | Ceirano 15/20 HP/2.3    | 7:59:12,000  |
| 11              | Kategorie Turismo/Sport 2.0 | 3  | Fabbrica Italiana Automobili Torino  | Tersilio Bergese     | Fiat 501S/1.5           | 8:06:34,000  |
| 12              | Kategorie Turismo/Sport 3.0 | 9  | Ceirano Giovanni Fabbrica Automobili | Paolo Arnone         | Ceirano 15/20 HP/2.3    | 8:11:11,400  |
| 13              | Kategorie Corsa             | 36 | Costantino Trombetta                 | Costantino Trombetta | Fiat                    | 8:35:53,000  |
| 14              | Kategorie Turismo/Sport 2.0 | 1  | Fabbrica Italiana Automobili Torino  | Giovanni Felba       | Fiat 501S/1.5           | 8:36:59,200  |
| 15              | Kategorie Corsa             | 29 |                                      | Ninive               | Itala                   | 8:38:07,200  |
| 16              | Kategorie Turismo/Sport 3.0 | 7  | SA Autocostruzioni Diatto            | Giacinto Ghia        | Diatto 4DC/2.7          | 9:05:13,000  |
| 17              | Kategorie Turismo/Sport 3.0 | 15 | Salvatore Marano                     | Salvatore Marano     | Ford T/2.9              | 9:47:55,000  |
| 18              | Kategorie Turismo/Sport 4.5 | 19 | Giuseppe Pellegrino                  | Giuseppe Pellegrino  | Fiat 3ter/4.4           | 10:03:35,000 |
| 19              | Kategorie Turismo/Sport 2.0 | 4  | Mario Tuccimei                       | Mario Tuccimei       | Chiribiri 12 HP/1.6     | 10:24:02,000 |
| Ausgefallen     |                             |    |                                      |                      |                         |              |
| 20              | Kategorie Corsa             | 33 | Giuseppe Albanese                    | Giuseppe Albanese    | Aquila Italiana         |              |
| 21              | Kategorie Corsa             | 35 |                                      | M. Romieux           | M.R.                    |              |
| 22              | Kategorie Corsa             | 37 | Fabbrica Italiana Automobili Torino  | Pietro Bordino       | Fiat 801-401/3.0        |              |
| 23              | Kategorie Corsa             | 31 | Rodolfo Caruso                       | Rodolfo Caruso       | Imera                   |              |
| 24              | Kategorie Corsa             | 32 | Antonio Fracassi                     | Antonio Fracassi     | Ford T                  |              |
| 25              | Kategorie Turismo/Sport 2.0 | 2  | Fabbrica Italiana Automobili Torino  | Giuseppe Giordano    | Fiat 501S/1.5           |              |
| 26              | Kategorie Turismo/Sport 2.0 | 5  | Fabbrica Italiana Automobili Torino  | Giuseppe Piro        | Fiat 501S/1.5           |              |
| 27              | Kategorie Turismo/Sport 3.0 | 12 | Luigi Mocca                          | Luigi Mocca          | Scat                    |              |
| 28              | Kategorie Turismo/Sport 3.0 | 18 | SA Autocostruzioni Diatto            | Domenico Gamboni     | Diatto 4DC/2.7          |              |
| 29              | Kategorie Turismo/Sport 3.0 | 6  | Ceirano Giovanni Fabbrica Automobili | Luigi Gismondi       | Ceirano 15/20 HP/2.3    |              |
| 30              | Kategorie Turismo/Sport 3.0 | 11 | Augusto Tarabusi                     | Augusto Tarabusi     | Scat                    |              |
| 31              | Kategorie Turismo/Sport 3.0 | 17 | Luigi Lopez                          | Luigi Lopez          | Itala 51 Sport/2.8      |              |
| 32              | Kategorie Turismo/Sport 4.5 | 22 | Accomandita Ing. Nicola Romeo & Co   | Giuseppe Baldoni     | Alfa Romeo 20/30 ES/4.2 |              |
| 33              | Kategorie Turismo/Sport 5.0 | 24 | Daimler-Motoren-Gesellschaft         | Carlo Ferrario       | Mercedes 28-95/7.3      |              |
| 34              | Kategorie Turismo/Sport 5.0 | 26 | Enzo Buzzetti                        | Enzo Buzzetti        | Scat                    |              |
| 35              | Kategorie Turismo/Sport 5.0 | 23 | Luigi Angelini                       | Luigi Angelini       | Scat                    |              |
| 36              | Kategorie Turismo/Sport 5.0 | 27 | James Tagliavia                      | James Tagliavia      | Itala                   |              |
| Nicht gestartet |                             |    |                                      |                      |                         |              |
| 37              | Kategorie Turismo/Sport 4.5 | 30 | Accomandita Ing. Nicola Romeo & Co   | Antonio Ascari       | Alfa Romeo 20/30 ES/4.2 | 1            |

1 Motor ließ sich nicht starten

### Nur in der Meldeliste
Zu diesem Rennen sind keine weiteren Meldungen bekannt.

### Klassensieger
| Klasse                      | Fahrer           | Fahrzeug                | Platzierung im Gesamtklassement |
| --------------------------- | ---------------- | ----------------------- | ------------------------------- |
| Kategorie Corsa             | Giulio Masetti   | Fiat S57/14 B/4.5       | Gesamtsieg                      |
| Kategorie Turismo/Sport 5.0 | Max Sailer       | Mercedes 28-95/7.3      | Rang 2                          |
| Kategorie Turismo/Sport 4.5 | Ugo Sivocci      | Alfa Romeo 20/30 ES/4.2 | Rang 4                          |
| Kategorie Turismo/Sport 3.0 | Giulio Foresti   | Itala 51 Sport/2.8      | Rang 6                          |
| Kategorie Turismo/Sport 2.0 | Tersilio Bergese | Fiat 501S/1.5           | Rang 11                         |

### Renndaten
- Gemeldet: 37
- Gestartet: 36
- Gewertet: 19
- Rennklassen: 5
- Zuschauer: unbekannt
- Wetter am Renntag: warm und trocken
- Streckenlänge: 108,000 km
- Fahrzeit des Siegerteams: 7:25:05,400 Stunden
- Gesamtrunden des Siegerteams: 4
- Gesamtdistanz des Siegerteams: 432,000 km
- Siegerschnitt: 58,235 km/h
- Schnellste Trainingszeit: keine
- Schnellste Rennrunde: Max Sailer – Mercedes 28-95/7.3 (#35) – 1:47:06,000 = 60,504 km/h
- Rennserie: zählte zu keiner Rennserie